# Armin Ronacher
Armin Ronacher (nacido el 10 de mayo de 1989) es un programador austriaco de software de código abierto y creador del framework web Flask para Python.
Es un ponente habitual en conferencias de desarrolladores y tiene un popular blog sobre desarrollo de software y código abierto.

## Programación
Armin Ronacher comenzó su trabajo en el código abierto como desarrollador independiente para el portal de la comunidad alemana de Ubuntu "ubuntuusers", a través del cual se convirtió en miembro fundador de la Asociación Alemana de Ubuntu en 2005.
Mientras trabajaba en ubuntuusers Ronacher redescubrió el lenguaje de programación Python y escribió algunas de las primeras implementaciones para WSGI con el objetivo de escribir un tablón de anuncios en Python junto con Georg Brandl. Este tablón iba a llamarse "Pocoo" y a ser un sustituto de phpBB en Python. Mientras que el tablón de anuncios nunca consiguió una versión estable, muchos otros proyectos surgieron del proyecto paraguas Pocoo: el resaltador de sintaxis Pygments, el generador de documentación Sphinx, el motor de plantillas Jinja y muchas otras bibliotecas para Python. También contribuyó con funcionalidades para el módulo AST de Python y el Ordered Dict para Python. Después de una elaborada broma del día de los inocentes en la que agrupó sus bibliotecas en un microframework de un solo archivo, decidió crear el framework web Flask. Pasó a convertirse en uno de los dos marcos de desarrollo web más populares (junto a Django) para Python y las bibliotecas asociadas encontraron un nuevo hogar bajo la comunidad "Pallets".
También creó el CMS Lektor y contribuyó a una gran lista de aplicaciones y bibliotecas de código abierto.
Trabajó para Plurk, para Fireteam (una empresa de infraestructura de redes de juegos propiedad de Splash Damage) y, más recientemente, para la herramienta de notificación de accidentes Sentry.
Armin Ronacher es un ponente habitual en conferencias sobre código abierto en todo el mundo.

## Reconocimiento
- - 2003: 2nd place at the 2003 Prix Ars Electronica in the u19 freestyle computing for "Be a Bee"[13]
  - 2012: Fellow of the Python Software Foundation[14]
  - 2014: Python Software Foundation Community Service Award for his work in the Python Open Source community[15]
  - 2014: Shuttleworth Foundation flash grant[16]